# 台北市首都鐵道沿線產業遺產群
台北市首都鐵道沿線產業遺產群，概念在2011年由台灣歷史資源經理學會首次提出，指臺鐵縱貫鐵路臺北市路段沿線，從日治時代鐵路興建至1980年代起鐵路地下化推行的這段時間內，所遺留下來之產業遺址。目前部分被指定為文化資產。其包含以下獨特性：
- 首都城市產業遺產群現狀集中的世界罕見性
- 產業遺產群脈絡對都市發展型態與特徵的詮釋性
- 大型工廠遺跡的多元文化歷史價值

這些產業遺址在運作時，多與縱貫鐵路以附屬側線作為直接連接，目前除原公賣局南門工廠（今國立臺灣博物館南門園區）外，皆分布於縱貫鐵路兩側。以萬華糖廍文化園區開始往東，至南港車站、南港區南汐公園，此外非公營單位尚有僑泰興企業南港麵粉廠亦可歸於此產業群。這些工廠的位置，隨著年代逐漸往台北市區的東側設置，也部分反映了台北市區都市發展的歷程。

## 分布

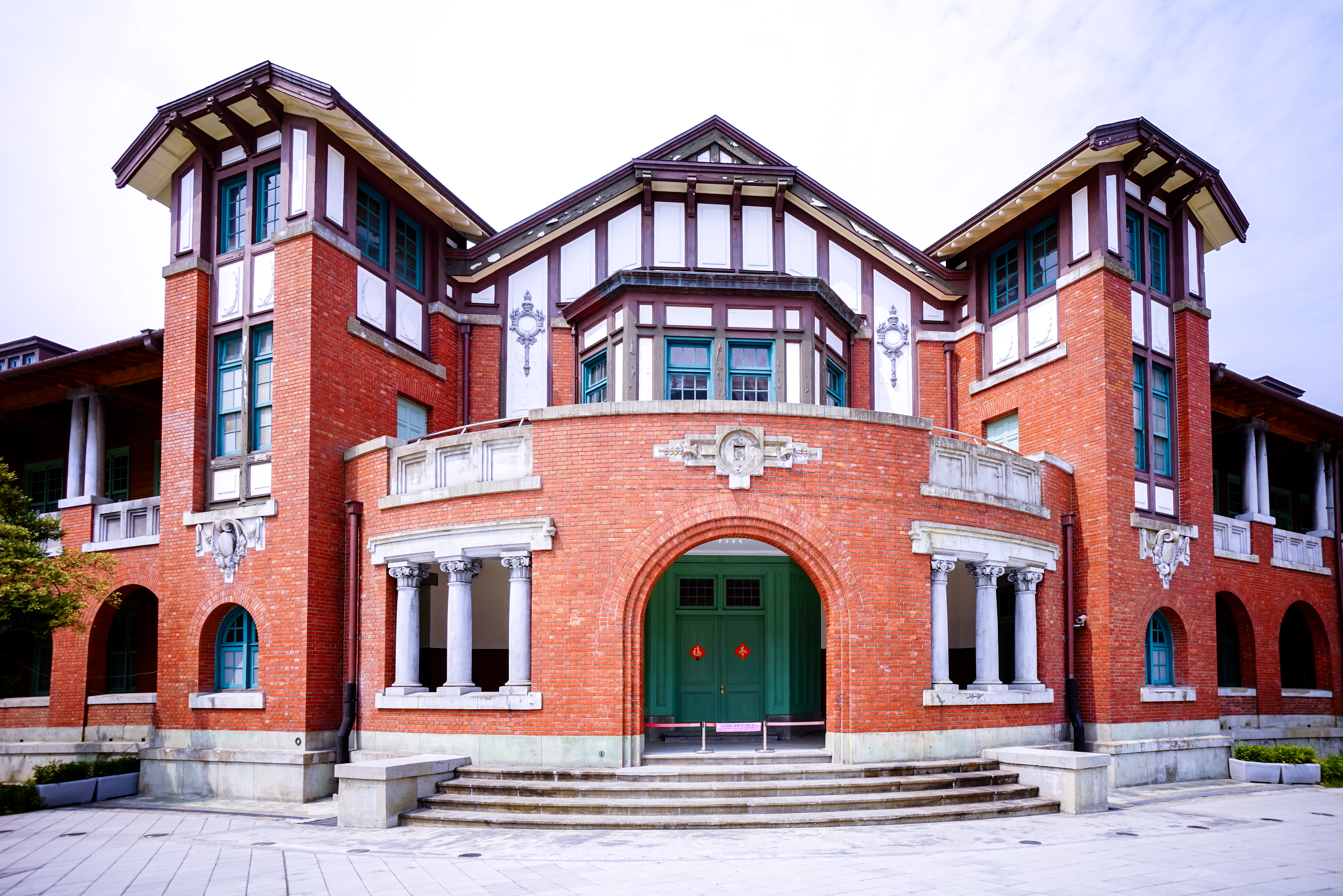
台灣總督府鐵道部
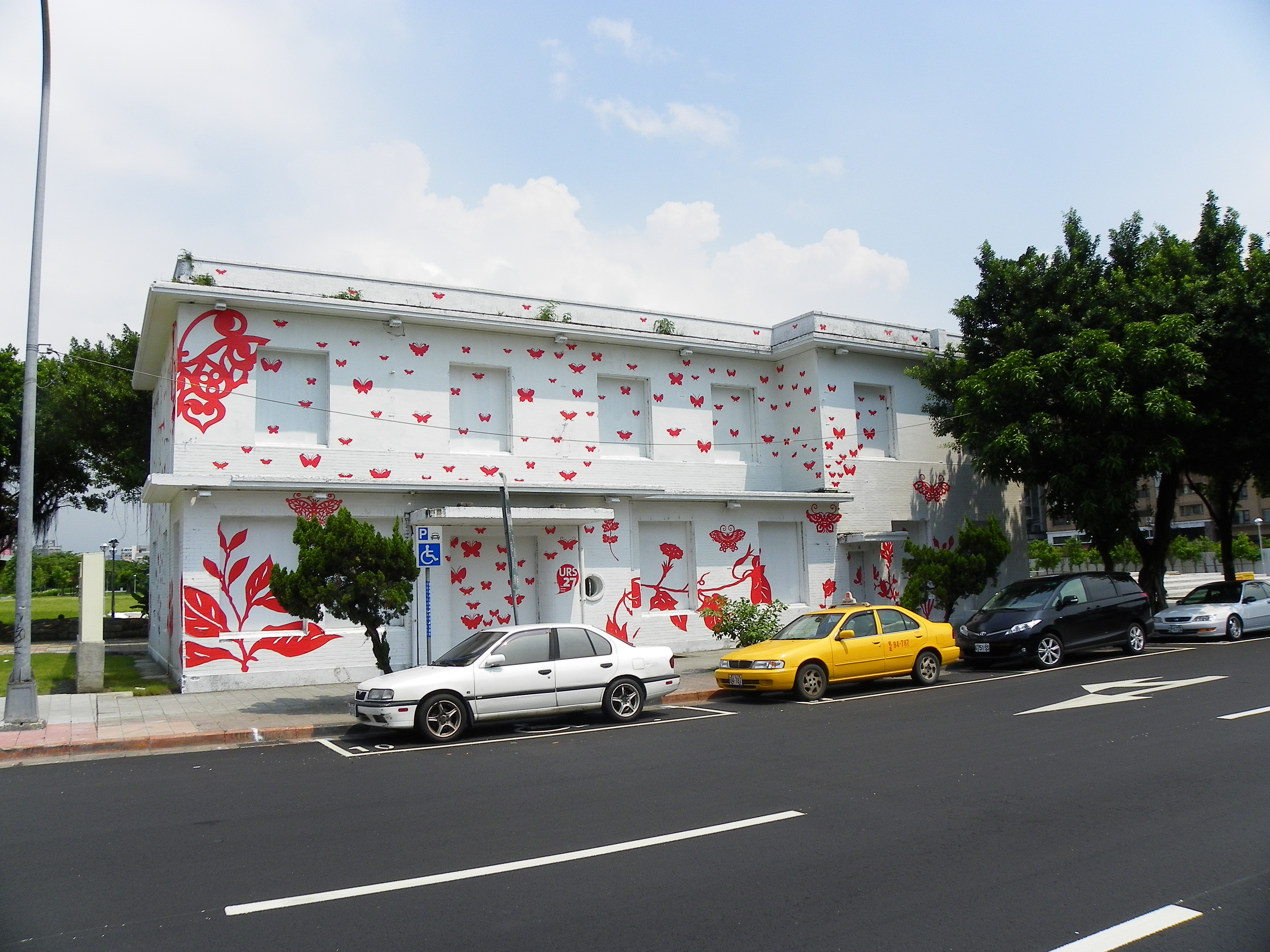
華山車站
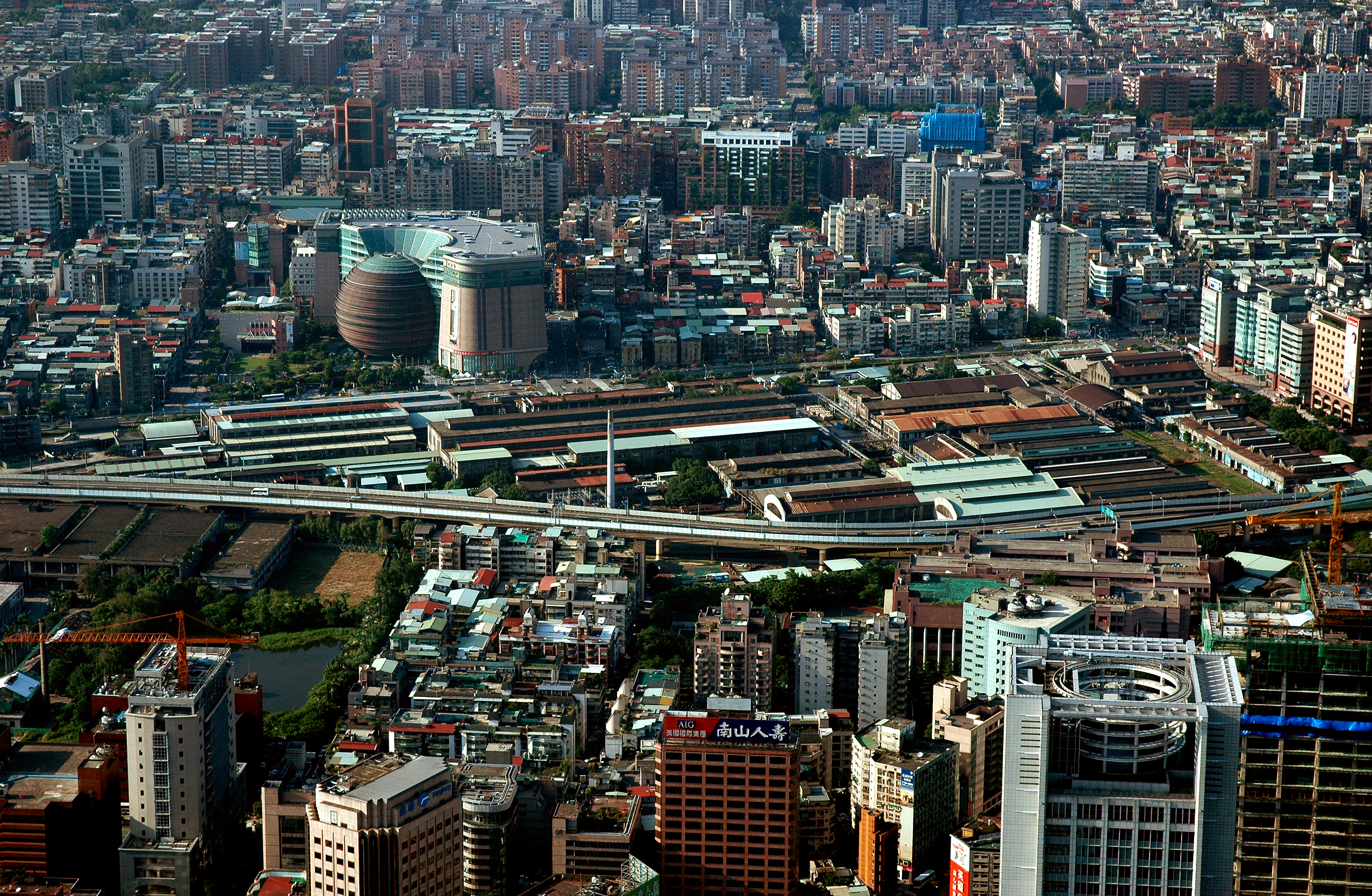
台北機廠

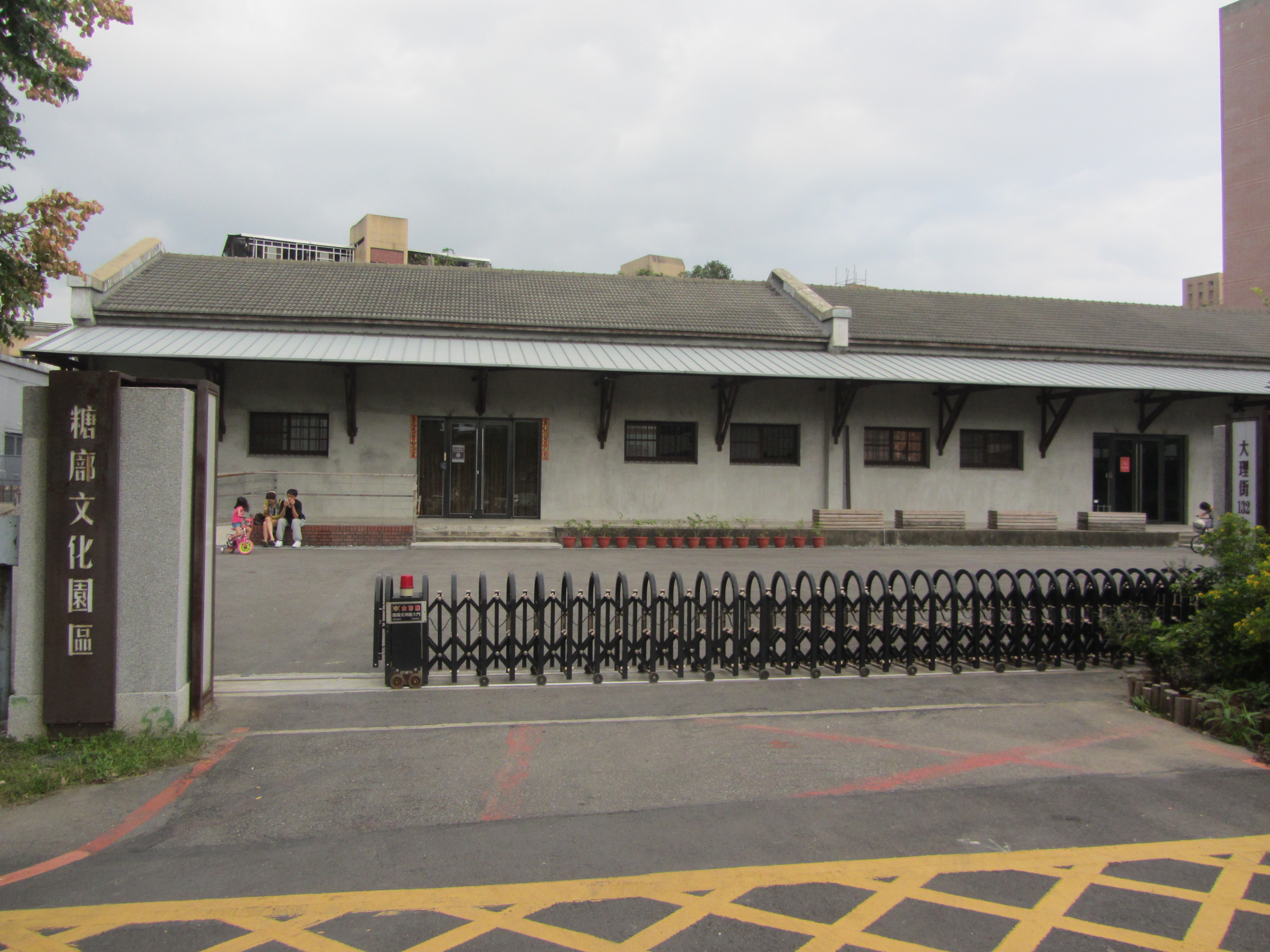
糖廍文化園區
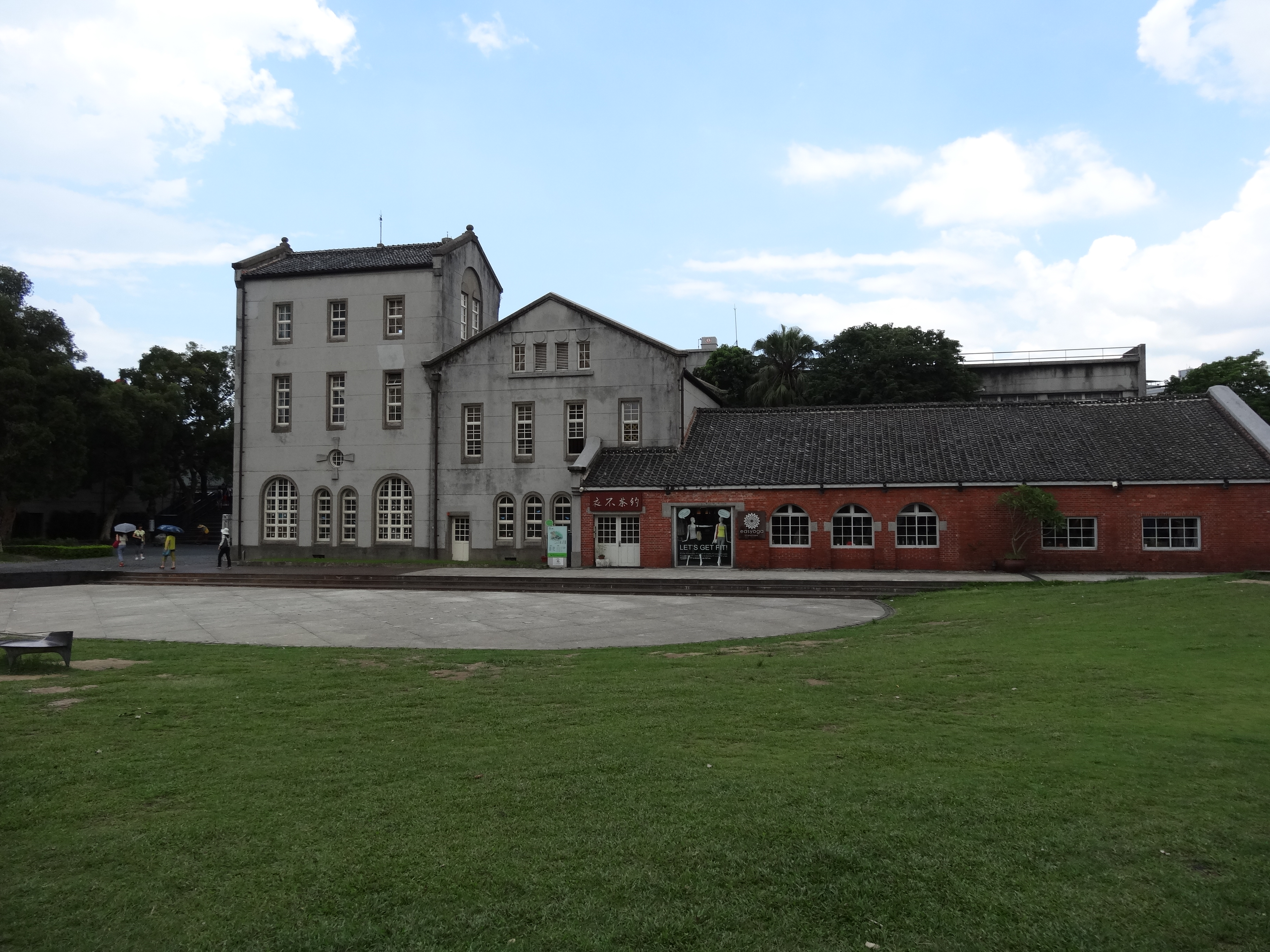
華山文創園區
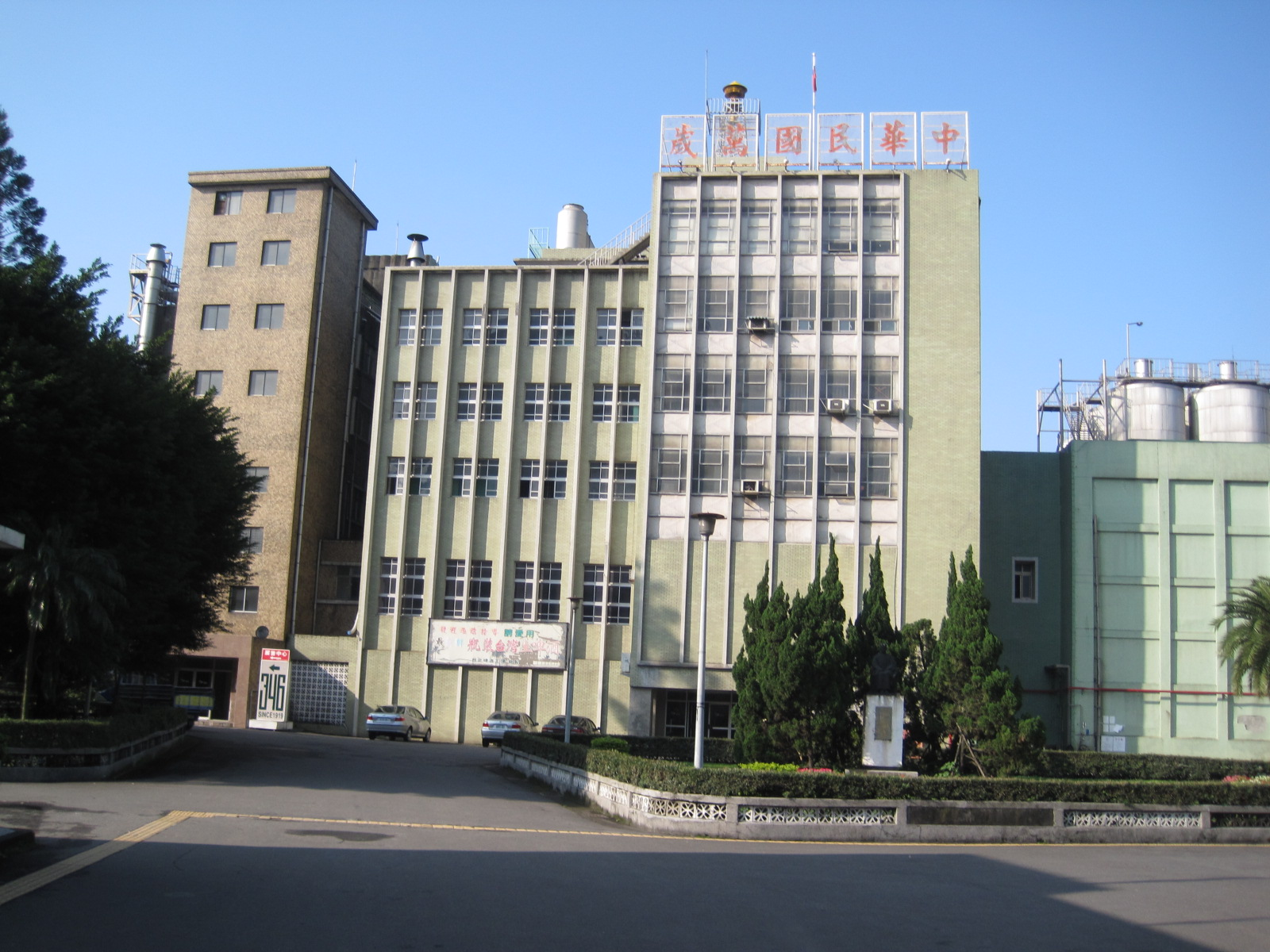
建國啤酒廠
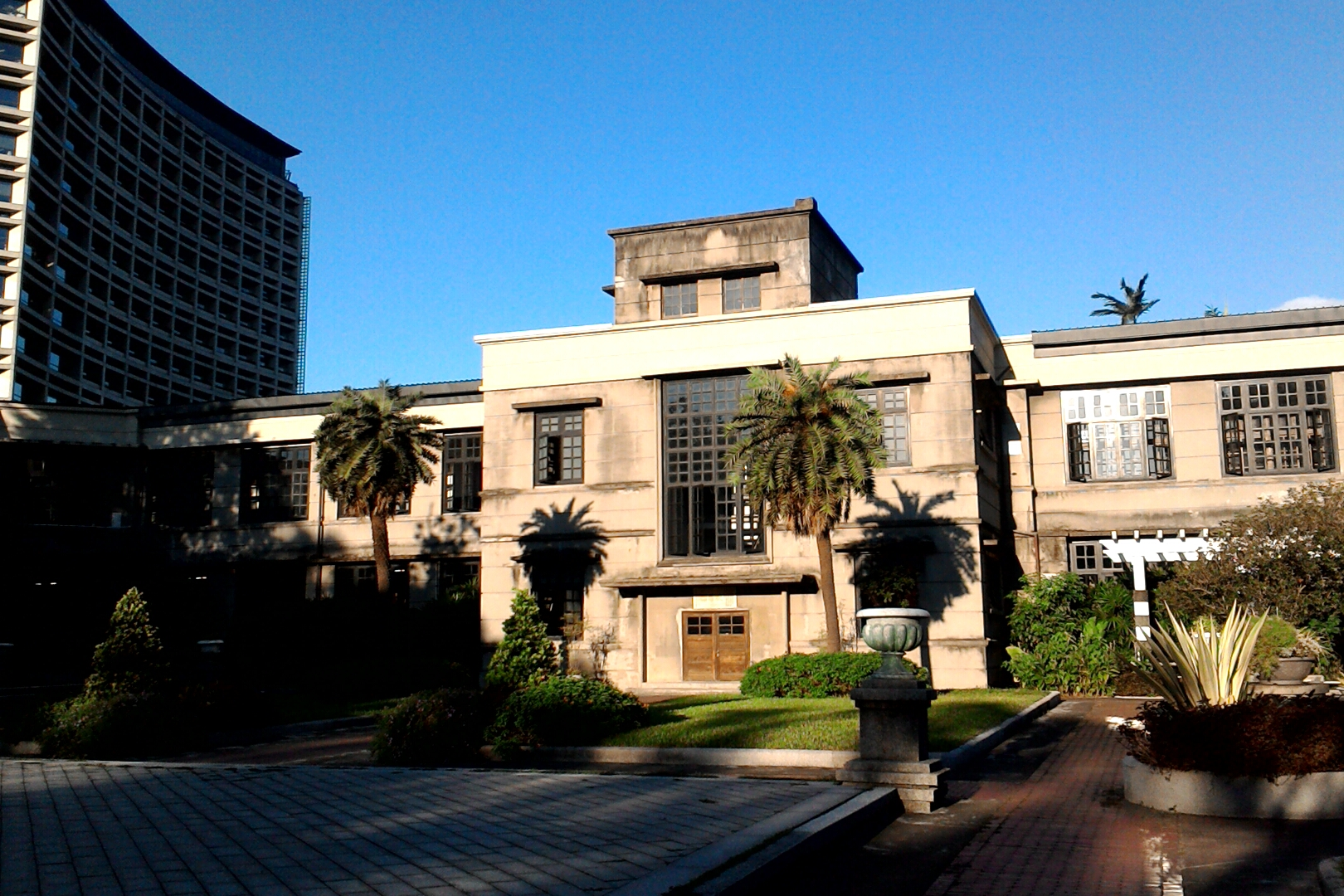
松山菸廠製菸工廠中庭

- 大致來說可分為鐵道附屬設施及機關，如：

| 名稱                             | 設立年代 | 現況                         |
| -------------------------------- | -------- | ---------------------------- |
| 萬華車站                         | 1901年   | 已改建                       |
| 台灣總督府交通局鐵道部、台北工場 | 1919年   | 臺博館鐵道部園區             |
| 台北車站                         | 1891年   | 已改建                       |
| 臺北車站扇形車庫                 |          | 已不存，位於現今台北車站東側 |
| 華山車站（樺山貨運站）           | 1937年   | URS27華山大草原              |
| 鐵路局台北機廠（鐵道部台北工場） | 1935年   | 國家鐵道博物館預定館址       |
| 松山車站                         | 1891年   | 已改建                       |
| 南港客運調車場                   | 1984年   | 南港調車場都市更新計畫       |
| 南港貨運站                       | 1986年   | 台北流行音樂中心南基地       |
| 南港車站                         | 1899年   | 已改建                       |
| 南港貨運調車場                   | 1986年   | 已改建                       |

- 台灣總督府鐵道部
- 華山車站
- 台北機廠

- 與透過鐵道作為運輸的工廠（場），如：

| 名稱                                   | 設立年代 | 現況                       |
| -------------------------------------- | -------- | -------------------------- |
| 台糖台北倉庫（台北製糖株式會社工場）   | 1909年   | 萬華糖廍文化園區           |
| 台北酒廠（專賣局台北酒工場）           | 1914年   | 華山藝文特區               |
| 台北酒廠紅樓區（專賣局樟腦精製工場）   | 1918年   | 華山藝文特區               |
| 建國啤酒廠（高砂麥酒株式會社臺北工場） | 1919年   | 台北啤酒工廠               |
| 聯勤44兵工廠（三張犁支線）             | 1930年   | 臺北市政府大樓、信義計畫區 |
| 松山菸廠（專賣局松山菸草工場）         | 1937年   | 松山文創園區               |
| 僑泰興麵粉廠                           | 1953年   |                            |
| 聯華麵粉廠                             | 1952年   | 已拆除都更                 |
| 臺灣肥料六廠                           | 1960年   | 現南港展覽館位置           |
| 啟業化工廠                             | 1961年   | 現南港軟體園區1、2期位置   |

- 糖廍文化園區
- 華山文創園區
- 建國啤酒廠
- 松山菸廠製菸工廠中庭